# Giải vô địch bóng đá thế giới 2022 (Bảng F)
Bảng F của giải vô địch bóng đá thế giới 2022 sẽ diễn ra từ ngày 23 đến ngày 1 tháng 12 năm 2022. Bảng này bao gồm Bỉ, Canada, Maroc và Croatia. Hai đội tuyển hàng đầu sẽ giành quyền vào vòng 16 đội.

## Các đội tuyển
| Vị trí bốc thăm | Đội tuyển | Nhóm | Liên đoàn | Tư cách vòng loại             | Ngày vượt qua        | Tham dự chung kết | Tham dự cuối cùng | Thành tích tốt nhất lần trước                | Bảng xếp hạng FIFA | Bảng xếp hạng FIFA |
| Vị trí bốc thăm | Đội tuyển | Nhóm | Liên đoàn | Tư cách vòng loại             | Ngày vượt qua        | Tham dự chung kết | Tham dự cuối cùng | Thành tích tốt nhất lần trước                | Tháng 3 năm 2022   | Tháng 10 năm 2022  |
| --------------- | --------- | ---- | --------- | ----------------------------- | -------------------- | ----------------- | ----------------- | -------------------------------------------- | ------------------ | ------------------ |
| F1              | Bỉ        | 1    | UEFA      | Nhất bảng E khu vực châu Âu   | 13 tháng 11 năm 2021 | 14 lần            | 2018              | Hạng ba (Giải vô địch bóng đá thế giới 2018) | 2                  | 2                  |
| F2              | Canada    | 4    | CONCACAF  | Thắng vòng 3 khu vực CONCACAF | 27 tháng 3 năm 2022  | 2 lần             | 1986              | Vòng bảng (1986)                             | 38                 | 41                 |
| F3              | Maroc     | 3    | CAF       | Nhất vòng 3 khu vực châu Phi  | 29 tháng 3 năm 2022  | 6 lần             | 2018              | Vòng 16 đội (1986)                           | 24                 | 22                 |
| F4              | Croatia   | 2    | UEFA      | Nhất bảng H khu vực châu Âu   | 14 tháng 11 năm 2021 | 6 lần             | 2018              | Á quân (2018)                                | 16                 | 12                 |

Ghi chú
1. ↑  Bảng xếp hạng vào Tháng 3 năm 2022 sẽ được sử dụng làm hạt giống cho buổi lễ bốc thăm.

## Bảng xếp hạng
| VT | Đội     | ST | T | H | B | BT | BB | HS | Đ | Giành quyền tham dự                 |
| -- | ------- | -- | - | - | - | -- | -- | -- | - | ----------------------------------- |
| 1  | Maroc   | 3  | 2 | 1 | 0 | 4  | 1  | +3 | 7 | Đi tiếp vào vòng đấu loại trực tiếp |
| 2  | Croatia | 3  | 1 | 2 | 0 | 4  | 1  | +3 | 5 | Đi tiếp vào vòng đấu loại trực tiếp |
| 3  | Bỉ      | 3  | 1 | 1 | 1 | 1  | 2  | −1 | 4 |                                     |
| 4  | Canada  | 3  | 0 | 0 | 3 | 2  | 7  | −5 | 0 |                                     |

Ở vòng 16 đội:
- Đội nhất bảng F sẽ đấu với đội nhì bảng E.
- Đội nhì bảng F sẽ đấu với đội nhất bảng E.

## Lịch thi đấu
Tất cả thời gian được liệt kê là địa phương, AST (UTC+3).

### Maroc vs Croatia
Hai đội từng gặp nhau một lần vào năm 1996 trong một trận giao hữu kết thúc với tỷ số hòa 2–2. Sau trận đấu này, họ đã chạm trán nhau một lần nữa trong trận tranh hạng 3, với kết quả là Croatia thắng 2-1. Đây là lần thứ hai liên tiếp hai đội thi đấu trận tranh hạng ba được bốc thăm cũng một bảng.

| Maroc | 0–0      | Croatia |
| ----- | -------- | ------- |
|       | Chi tiết |         |

| Maroc | Croatia |

| GK               | 1  | Yassine Bounou           |
| RB               | 2  | Achraf Hakimi            |
| CB               | 5  | Nayef Aguerd             |
| CB               | 6  | Romain Saïss (c)         |
| LB               | 3  | Noussair Mazraoui 60'    |
| DM               | 4  | Sofyan Amrabat 78'       |
| CM               | 8  | Azzedine Ounahi 81'      |
| CM               | 15 | Selim Amallah            |
| RF               | 7  | Hakim Ziyech             |
| CF               | 19 | Youssef En-Nesyri 81'    |
| LF               | 17 | Sofiane Boufal 65'       |
| Thay người:      |    |                          |
| DF               | 25 | Yahia Attiat-Allah 60'   |
| FW               | 16 | Abde Ezzalzouli 65'      |
| FW               | 9  | Abderrazak Hamdullah 81' |
| MF               | 11 | Abdelhamid Sabiri 81'    |
| Huấn luyện viên: |    |                          |
| Walid Regragui   |    |                          |

| GK               | 1  | Dominik Livaković   |
| RB               | 22 | Josip Juranović     |
| CB               | 6  | Dejan Lovren        |
| CB               | 20 | Joško Gvardiol      |
| LB               | 19 | Borna Sosa          |
| DM               | 11 | Marcelo Brozović    |
| CM               | 10 | Luka Modrić (c)     |
| CM               | 8  | Mateo Kovačić 79'   |
| RW               | 13 | Nikola Vlašić 46'   |
| LW               | 4  | Ivan Perišić 90'    |
| CF               | 9  | Andrej Kramarić 71' |
| Thay người:      |    |                     |
| FW               | 15 | Mario Pašalić 46'   |
| FW               | 14 | Marko Livaja 71'    |
| MF               | 7  | Lovro Majer 79'     |
| FW               | 18 | Mislav Oršić 90'    |
| Huấn luyện viên: |    |                     |
| Zlatko Dalić     |    |                     |

### Bỉ vs Canada
Hai đội từng gặp nhau một lần vào năm 1989 trong một trận giao hữu. Bỉ thắng 2–0. Huấn luyện viên của Canada John Herdman đã trở thành huấn luyện viên đầu tiên huấn luyện một đội tuyển quốc gia ở cả nam và nữ tại World Cup. 
Gần cuối hiệp một, Michy Batshuayi ghi bàn thắng duy nhất của trận đấu sau đường chuyền dài của hậu vệ Toby Alderweireld. Mặc dù chiếm ưu thế trong thế trận và có 19 lần dứt điểm, trong đó có một quả phạt đền, Canada vẫn không thể ghi bàn.

| Bỉ              | 1–0      | Canada |
| --------------- | -------- | ------ |
| - Batshuayi 44' | Chi tiết |        |

### Bỉ vs Maroc
Các đội đã gặp nhau trong ba trận đấu, bao gồm một lần ở World Cup, trong chiến thắng 1–0 của Bỉ ở vòng bảng năm 1994. 
Ở phút 73, Romain Saïss đưa Morocco vượt lên dẫn trước khi anh dứt điểm cận thành từ quả đá phạt trực tiếp bên cánh trái của Abdelhamid Sabiri đánh bại thủ môn Thibaut Courtois. Zakaria Aboukhlal đã nâng tỉ số lên 2–0 trong thời gian bù giờ khi anh đưa bóng vào góc cao khung thành sau đường chuyền của Hakim Ziyech tù cánh phải. Đây là một chiến thắng sốc của tuyển Morocco, khi tuyển Bỉ chỉ vừa rời khỏi vị trí top 1 BXH FIFA trước đó không lâu. Thất bại của Bỉ đã gây ra bạo loạn tại quốc gia này, khi những người quá khích đã đốt cháy nhà dân và có những hành động phá hoại khác.
| Bỉ | 0–2      | Maroc                          |
| -- | -------- | ------------------------------ |
|    | Chi tiết | - Sabiri 73' - Aboukhlal 90+2' |

| Bỉ | Maroc |

| GK               | 1  | Thibaut Courtois  |
| CB               | 15 | Thomas Meunier    |
| CB               | 2  | Toby Alderweireld |
| CB               | 5  | Jan Vertonghen    |
| RM               | 21 | Timothy Castagne  |
| CM               | 6  | Axel Witsel       |
| CM               | 18 | Amadou Onana      |
| LM               | 16 | Thorgan Hazard    |
| AM               | 10 | Eden Hazard (c)   |
| CF               | 7  | Kevin De Bruyne   |
| CF               | 23 | Michy Batshuayi   |
| Huấn luyện viên: |    |                   |
| Roberto Martínez |    |                   |

| GK               | 1  | Yassine Bounou    |
| RB               | 2  | Achraf Hakimi     |
| CB               | 5  | Nayef Aguerd      |
| CB               | 6  | Romain Saïss (c)  |
| LB               | 3  | Noussair Mazraoui |
| DM               | 4  | Sofyan Amrabat    |
| CM               | 8  | Azzedine Ounahi   |
| CM               | 15 | Selim Amallah     |
| RF               | 7  | Hakim Ziyech      |
| LF               | 17 | Sofiane Boufal    |
| CF               | 19 | Youssef En-Nesyri |
| Huấn luyện viêm: |    |                   |
| Walid Regragui   |    |                   |

### Croatia vs Canada
Hai đội chưa từng gặp nhau.
Alphonso Davies mở bằng một cú đánh đầu ở phút thứ hai để giúp Canada vượt lên dẫn trước. Đây cũng là bàn thắng đầu tiên tại World Cup của Canada. Tuy nhiên, các bàn thắng của Marko Livaja, Lovro Majer và cú đúp của Andrej Kramarić giúp Croatia giành chiến thắng 4–1. 

| Croatia                                        | 4–1      | Canada      |
| ---------------------------------------------- | -------- | ----------- |
| - Kramarić 36', 70' - Livaja 44' - Majer 90+4' | Chi tiết | - Davies 2' |

### Croatia vs Bỉ
Hai đội đã từng gặp với nhau tám lần, gần đây nhất là vào năm 2021, tuyển Bỉ thắng 1-0 trong một trận giao hữu.
Bỉ đã không thể tận dụng lợi thế trong trận đấu với Croatia với tỷ số hòa 0–0, dẫn đến việc họ bất ngờ bị loại khỏi vòng bảng.

| Croatia | 0–0      | Bỉ |
| ------- | -------- | -- |
|         | Chi tiết |    |

| Croatia | Bỉ |

| GK               | 1  | Dominik Livaković |
| RB               | 22 | Josip Juranović   |
| CB               | 6  | Dejan Lovren      |
| CB               | 20 | Joško Gvardiol    |
| LB               | 19 | Borna Sosa        |
| DM               | 11 | Marcelo Brozović  |
| CM               | 10 | Luka Modrić (c)   |
| CM               | 8  | Mateo Kovačić     |
| RF               | 9  | Andrej Kramarić   |
| CF               | 14 | Marko Livaja      |
| LF               | 4  | Ivan Perišić      |
| Huấn luyện viên: |    |                   |
| Zlatko Dalić     |    |                   |

| GK               | 1  | Thibaut Courtois    |
| CB               | 19 | Leander Dendoncker  |
| CB               | 2  | Toby Alderweireld   |
| CB               | 5  | Jan Vertonghen      |
| RM               | 15 | Thomas Meunier      |
| CM               | 7  | Kevin De Bruyne (c) |
| CM               | 6  | Axel Witsel         |
| LM               | 21 | Timothy Castagne    |
| RW               | 17 | Leandro Trossard    |
| LW               | 11 | Yannick Carrasco    |
| CF               | 14 | Dries Mertens       |
| Huấn luyện viên: |    |                     |
| Roberto Martínez |    |                     |

### Canada vs Maroc
Hai đội từng đối đầu nhau 3 lần, gần đây nhất là vào năm 2016, trận giao hữu Maroc thắng 4–0. Canada và chủ nhà Qatar là những đội duy nhất không kiếm được một điểm tại kỳ World Cup này. Nayef Aguerd trở thành cầu thủ đầu tiên phản lưới nhà ở World Cup 2022.
| Canada              | 1–2      | Maroc                       |
| ------------------- | -------- | --------------------------- |
| - Aguerd 40' (l.n.) | Chi tiết | - Ziyech 4' - En-Nesyri 23' |

| Canada | Maroc |

| GK               | 18 | Milan Borjan (c)  |
| CB               | 2  | Alistair Johnston |
| CB               | 5  | Steven Vitória    |
| CB               | 4  | Kamal Miller      |
| RM               | 3  | Sam Adekugbe      |
| CM               | 21 | Jonathan Osorio   |
| CM               | 14 | Mark-Anthony Kaye |
| LM               | 19 | Alphonso Davies   |
| RF               | 11 | Tajon Buchanan    |
| CF               | 17 | Cyle Larin        |
| LF               | 10 | Junior Hoilett    |
| Huấn luyện viên: |    |                   |
| John Herdman     |    |                   |

| GK               | 1  | Yassine Bounou    |
| RB               | 2  | Achraf Hakimi     |
| CB               | 5  | Nayef Aguerd      |
| CB               | 6  | Romain Saïss (c)  |
| LB               | 3  | Noussair Mazraoui |
| DM               | 4  | Sofyan Amrabat    |
| CM               | 8  | Azzedine Ounahi   |
| CM               | 11 | Abdelhamid Sabiri |
| RF               | 7  | Hakim Ziyech      |
| CF               | 19 | Youssef En-Nesyri |
| LF               | 17 | Sofiane Boufal    |
| Huấn luyện viên: |    |                   |
| Walid Regragui   |    |                   |

## Kỷ luật của bảng đấu
Điểm kỷ luật sẽ được sử dụng làm điểm hòa nếu thành tích chung cuộc và thành tích đối đầu của các đội bằng nhau. Số thẻ này được tính dựa trên số thẻ vàng và thẻ đỏ nhận được trong tất cả các trận đấu vòng bảng như sau:
- thẻ vàng thứ nhất: trừ 1 điểm;
- thẻ đỏ gián tiếp (thẻ vàng thứ hai): trừ 3 điểm;
- thẻ đỏ trực tiếp: trừ 4 điểm;
- thẻ vàng và thẻ đỏ trực tiếp: trừ 5 điểm;

Chỉ một trong số các khoản khấu trừ trên có thể được áp dụng cho một người chơi trong một trận đấu duy nhất.
| Team    | Trận 1   | Trận 1                                    | Trận 1 | Trận 1            | Trận 2   | Trận 2                                    | Trận 2 | Trận 2            | Trận 3   | Trận 3                                    | Trận 3 | Trận 3            | Điểm |
| Team    | Thẻ vàng | Thẻ vàng · Thẻ vàng-đỏ (thẻ đỏ gián tiếp) | Thẻ đỏ | Thẻ vàng · Thẻ đỏ | Thẻ vàng | Thẻ vàng · Thẻ vàng-đỏ (thẻ đỏ gián tiếp) | Thẻ đỏ | Thẻ vàng · Thẻ đỏ | Thẻ vàng | Thẻ vàng · Thẻ vàng-đỏ (thẻ đỏ gián tiếp) | Thẻ đỏ | Thẻ vàng · Thẻ đỏ | Điểm |
| ------- | -------- | ----------------------------------------- | ------ | ----------------- | -------- | ----------------------------------------- | ------ | ----------------- | -------- | ----------------------------------------- | ------ | ----------------- | ---- |
| Croatia |          |                                           |        |                   | 2        |                                           |        |                   |          |                                           |        |                   | −2   |
| Maroc   | 1        |                                           |        |                   | 1        |                                           |        |                   |          |                                           |        |                   | −2   |
| Bỉ      | 3        |                                           |        |                   | 1        |                                           |        |                   | 1        |                                           |        |                   | −5   |
| Canada  | 2        |                                           |        |                   | 2        |                                           |        |                   | 4        |                                           |        |                   | −8   |